# Kaunas
Kaunas (en polonès: Kowno, en alemany: Kauen, en rus: Каунас, antigament Ковно), és una ciutat de Lituània, la segona en nombre d'habitants, amb 355.550 (dades de 2008) per darrere la capital Vílnius. És famosa pel seu centre històric. La ciutat està situada al centre del país, i a la important autopista "Via Bàltica" (E67) Varsòvia-Riga-Hèlsinki. Geogràficament, Kaunas està situada en la confluència de dos importants rius lituans, el Nemunas i el Neris. Amb gairebé un 93% de lituans, Kaunas és una de les ciutats amb major percentatge de persones de nacionalitat local del país de totes les repúbliques bàltiques.

## Fills il·lustres
- Gabriel Grad (1890-1950) crític musical i compositor.

## Història

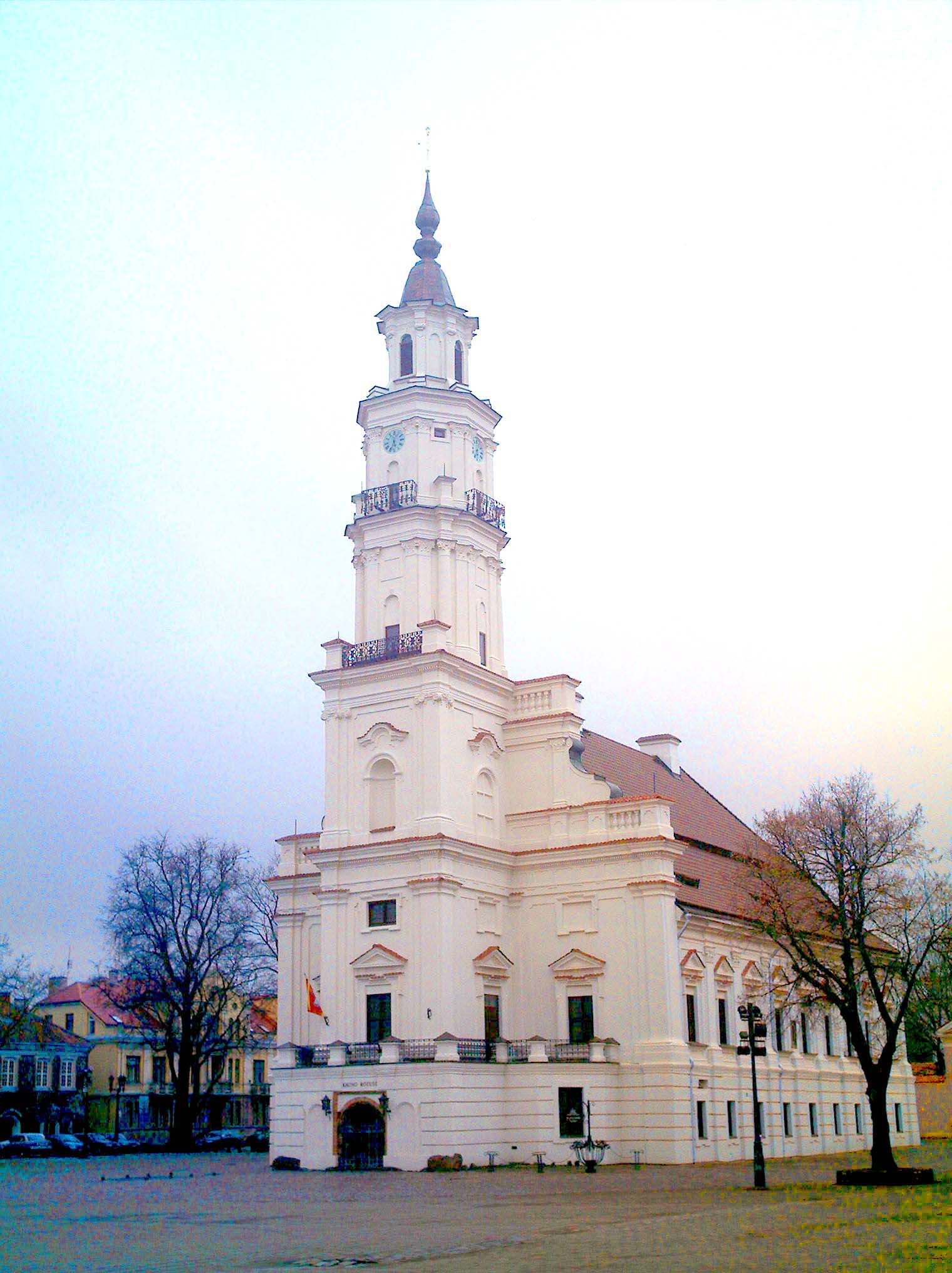
Ajuntament de Kaunas.

Al lloc on avui hi ha la part antiga de Kaunas, en la confluència de dos grans rius, hi va haver un assentament al segle x aC Segons la llegenda, la ciutat va ser fundada el 1030, però els primers testimonis escrits són de 1361. Al segle xiii es va construir un mur de pedres per protegir-se dels constants setges dels reis teutons. En 1362, la ciutat va ser capturada pels reis teutons, que van destruir el castell, però va ser recuperada el 1404.
En 1408 es va atorgar a la ciutat els Drets de Magdeburg per part de Vytautas el Gran. El castell va ser reconstruït a principis del segle xv. Kaunas va començar llavors a créixer com una important ciutat en les interseccions de les rutes de comerç i com a port fluvial. El 1441 Kaunas es va unir a la Hansa i es van obrir oficines de comerç de la Hansa. Ja en el segle xvi gaudia Kaunas d'una escola pública, un hospital i una drogueria i era una de les ciutats més ben formades del Gran Ducat de Lituània.
El segle xvii i el xviii van ser desafortunats per a Kaunas. El 1665, l'exèrcit rus va atacar la ciutat diverses vegades. El 1701, la ciutat va ser ocupada per l'exèrcit suec, i també va patir plagues els anys 1657 i 1708, així com focs el 1731 i el 1732. Després del repartiment de l'estat polonès-lituà de 1795 la ciutat va ser ocupada per Rússia. El 1812, el Gran Exèrcit de Napoleó va creuar el Neman, de manera que la ciutat va ser devastada dues vegades aquell any.
Durant els Repartiments va ser un dels centres de l'Aixecament de novembre (1830-1831) i l'Aixecament de gener (1863-1864). Per prevenir problemes posteriors amb la població local, les autoritats russes van ubicar una enorme guarnició militar a la ciutat. Les fortificacions militars russes d'aquell temps encara sobreviuen per la ciutat.
El 1862 es va construir un ferrocarril entre l'Imperi Rus i Alemanya, fent de Kaunas un important nus ferroviari. En 1898 va començar a operar la primera planta generadora d'energia. Després que Vílnius fos ocupada pels bolxevics russos el 1919, el govern de la república de Lituània establí les seves oficines principals. Posteriorment, quan Vílnius va ser presa per Polònia i anomenada Lituània central, Kaunas va esdevenir la capital de Lituània fins a 1940, quan el país va ser ocupat per la Unió Soviètica i la capitalitat va ser retornada a Vílnius.
Entre les Guerres Mundials la indústria de Kaunas prosperà, atès que era la ciutat més gran de Lituània. Durant la Segona Guerra Mundial la ciutat va patir greus estralls per l'ocupació alemanya (1941-1944) amb l'establiment del Gueto de Kovno (també anomenat camp de concentració de Kauen), que van donar com a resultat la mort de més de 30.000 jueus de la ciutat. Durant l'etapa soviètica va ser restaurada i va esdevenir la ciutat industrial més important de Lituània - produïa al voltant d'una quarta part de la producció lituana d'aquells dies. Els troleibusos van començar a operar el 1966.
Després de la proclamació de la independència lituana a 1991, la Unió Soviètica va intentar sufocar la revolta sustentada en les emissores de ràdio i televisió de Sitkunai, que eren la part crítica dels mitjans lliures restants. Van ser protegits per la gent de la ciutat, a despit del risc de dany.

### Històric de població

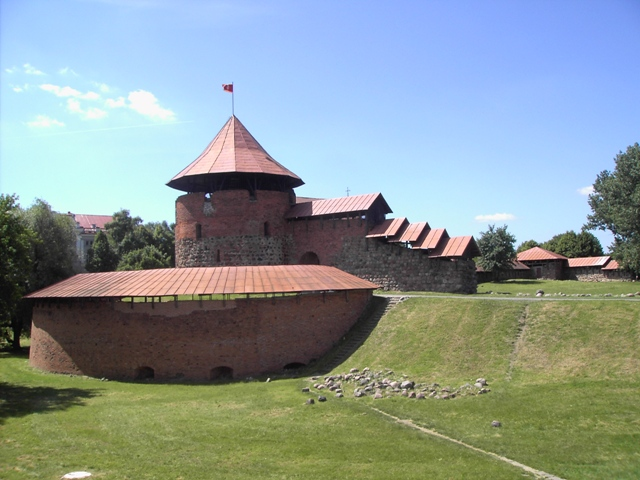
El Castell de Kaunas (segle XIV).

| Any  | Nombre d'habitants |
| ---- | ------------------ |
| 1723 | 28.000             |
| 1796 | 8.500              |
| 1813 | 3.000              |
| 1825 | 5.000              |
| 1840 | 8.500              |
| 1860 | 23.300             |
| 1897 | 71.000             |
| 1923 | 92.000             |
| 1940 | 154.000            |
| 1959 | 214.000            |
| 1966 | 275.000            |
| 1989 | 418.087            |
| 2001 | 378.943            |
| 2004 | 366.666            |

## Estadístiques
- Àrea total de la ciutat: 157 km²
- Habitants: 368.917
- Grups ètnics:

1. Lituans 92,9%
2. Russos 4,4%
3. Ucraïnesos 0,5%
4. Polonesos 0,4%
5. Altres 1,8%

## Transports
Kaunas té 16 línies de troleibús i 34 d'autobús, i és un dels ports fluvials més grans dels estats bàltics està situat a la vora del riu Neman i el pantà de Kaunas -el llac artificial més gran de Lituània-, creat el 1959 a la vora de Kaunas i Rumšiškės. La ciutat està situada al centre de Lituània, la qual cosa la fa molt significativa en matèria de transports. L'aeroport internacional de Kaunas és capaç de suportar 300.000 passatgers i 100.000 tones de mercaderies a l'any.

## Esports
Kaunas és la llar del club de bàsquet Žalgiris, un dels més forts d'Europa. La ciutat és també lloc de naixement o d'infància de moltes de les estrelles nacionals del bàsquet, entre elles Arvydas Sabonis, Valdemaras Chomičius, Šarūnas Marčiulionis, Zydrunas Ilgauskas i Šarūnas Jasikevičius. L'estadi principal de la ciutat és el "S. Dariaus anar S. Gireno Sport Centre" (capacitat per a 9.000 persones), que és a més l'estadi on juga l'equip de futbol lituà FBK Kaunas.

## Educació
Kaunas sol ser anomenada "ciutat d'estudiants", ja que hi ha més de 25.000 joves estudiant en les seves moltes universitats.
1. Universitat de Medicina de Kaunas
2. Universitat de Tecnologia de Kaunas
3. Universitat Vytautas el Gran
4. Universitat Lituana d'Agricultura Arxivat 2005-07-03 a Wayback Machine.
5. Acadèmia Lituana d'Educació Física
6. Acadèmia de Veterinària de Kaunas
7. Universitat de Vilna - Facultat d'Humanitats de Kaunas
8. Facultat de Negocis de Kaunas
9. Facultat de Kaunas Arxivat 2005-10-24 a Wayback Machine.

## Teatres
Kaunas és notable per la diversitat de la seva vida cultural. L'Orquestra Simfònica de Kaunas és el lloc principal per a concerts de música clàssica. Hi ha un antic circ tradicional que es va establir en el parc Vytautas de Kaunas al començament del segle xix. L'única organització de circ professional a Lituània - Bàltic va ser fundada a Kaunas el 1995. Els teatres de Kaunas han exercit un paper important en la societat lituana, n'hi ha almenys set teatres professionals, molts d'aficionats, conjunts i grups abundants d'art. Alguns dels millors exemples de la vida cultural a Kaunas són els teatres de diversos gèneres: 
- Teatre dramàtic nacional de Kaunas
- Teatre Aura de dansa de Kaunas
- Teatre musical de Kaunas
- Teatre de titelles estatal de Kaunas
- Teatre de pantomima de Kaunas